# Сирко, Иван Николаевич
Иван Николаевич Сирко (12 мая 1900 года, село Кинашев, Австро-Венгрия — 3 ноября 1976) — советский партийный деятель, 1-й секретарь Молдавского обкома КП(б)У. Кандидат в члены ЦК КП(б)У в июне 1930 — ноябре 1933 года.

## Биография
Родился в крестьянской семье. Окончив 5 классов гимназии, в 1916 году добровольно вступил в УСС австро-венгерской армии. В конце сентября 1916 года попал в русский плен, работал на сахарном заводе в Киевской области. Летом 1918 года служил унтер-офицером Украинской Галицкой армии (УГА), затем Красной Украинской Галицкой армии (КУГА). Вел революционную работу в Восточной Галиции, которую оккупировала Польша.
Член РКП(б) с 1919 года.
В 1923—1924 г. — ответственный секретарь Малинского окружного комитета КП(б)У Житомирской области. В 1924—1926 г. — на ответственной работе в Шулявском районном комитете КП(б)У города Киева; инструктор Киевского губернского комитета КП(б)У. В 1926 году работал заместителем заведующего организационно-инструкторского отдела Киевского окружного комитета КП(б)У. В 1926—1928 г. — заведующий организационно-инструкторского отдела Киевского окружного комитета КП(б)У.
В 1928—1930 г. — секретарь, заведующий организационного отдела Всеукраинского союза советских торговых и государственных служащих; председатель Всеукраинского союза сельскохозяйственных и лесных рабочих.
В 1930 — ответственный секретарь Тульчинского окружного комитета КП(б)У на Винничине. В 1930 — ответственный секретарь Лубенского окружного комитета КП(б)У на Полтавщине.
В 1930—1932 г. — член Президиума Всеукраинского совета профессиональных союзов (ВУСПС) в городе Харькове.
В июле 1932 — мае 1933 г. — 1-й секретарь Молдавского областного комитета КП(б)У. После ареста 17 мая 1933 года его дяди Василия Петровича Сирко написал заявление в ЦК КП(б)У, назвав «походом на галичан» аресты по делу Украинской военной организации (УВО). 27 мая 1933 года был снят с должности 1-го секретаря Молдавского областного комитета КП(б)У и вызван в Харьков для объяснений.
В 1933—1934 годах работал на рядовых должностях в ВУСПС и «Укрводхозе». В 1934 году исключен из ВКП(б), после апелляции был на год переведен в «сочувствующие». 7 ноября 1934 года арестован по делу Украинской военной организации (УВО).
26 апреля 1935 года Особым совещанием осужден на три года лишения свободы, которые отбыл в Ухтинско-Печорском лагере. Освободившись в мае 1937 года, с помощью Бюро по трудоустройству бывших заключенных при НКВД СССР устроился на работу в Приозерный леспромхоз треста «Онеглес» Архангельской области РСФСР.
Вторично арестован за «антисоветскую агитацию» 22 марта 1938 года. 8 месяцев был под следствием в Каргопольской тюрьме. Особым совещанием при НКВД СССР 3 сентября І938 года приговорен к десяти годам лагерей. Работал на лесоповале в Ныроблаге. В 1947 году освободился, вернулся в Украинскую ССР, а с марта 1948 года вновь работал в Ныроблаге, уже как вольнонаемный.
В январе 1950 года был арестован в третий раз и по решению Особого совещания при МГБ СССР сослан на поселение в Красноярский край, где работал в леспромхозе Богучанского района. В сентябре 1954 года уволен из поселения.
В марте 1955 года вернулся в Станиславскую область УССР, работал начальником дорожного отдела при Большеовецком районном исполнительном комитете Станиславской области.
Реабилитирован 26 февраля 1957 года. Автор книги воспоминаний «Незабываемые годы» (Ужгород, 1978).